# Język mamasa
Język mamasa, także toraja mamasa – język austronezyjski używany w prowincji Celebes Południowy w Indonezji. Według danych z 1991 roku posługuje się nim 100 tys. ludzi.
Dzieli się na trzy dialekty: północny, centralny i południowy (pattae’). Dialekt południowy bywa rozpatrywany jako odrębny język. Według doniesień z lat 90. XX wieku pozostaje w powszechnym użyciu na poziomie lokalnym (niemniej w administracji, edukacji i sferze religijnej dominuje język indonezyjski).
Jest zapisywany alfabetem łacińskim.